# 심형구
심형구(沈亨求, 1908년 6월 4일 ~ 1962년 8월 6일)는 한국의 서양화가로, 성악가 김자경의 남편이다. 호는 운봉(雲峰), 본관은 청송이며 본적은 서울특별시 종로구 운니동이다.

## 생애
경기도 용인군의 부유한 집안 출신으로, 아버지 심종협은 조선총독부 관리였다. 경성제이고등보통학교에서 정현웅을 만나 함께 그림 공부를 했다. 이후 도쿄에 유학하여 도쿄 미술학교에서 유화를 공부했다.
도쿄 미술학교 재학 중이던 1936년 조선미술전람회에 〈노어부〉를 출품하여 특선에 입상하면서 화단에 등단하였고, 이후 연속으로 특선으로 입상해 이름을 알리게 되었다. 향토적 소재를 황갈색조로 다룬 심형구의 인물화와 풍경화는 붓질과 색면의 처리 기법이 당시 도쿄미술학교의 화풍을 충실히 따르고 있었다.
일제강점기 말기에 잡지 《신시대》에 미술도 군국주의에 복무해야 한다는 내용으로 친일 논리를 담은 〈시국과 미술〉을 발표하는 등 친일 활동에 적극적이었다. 황도학회 발기인, 조선미술가협회 서양화부 이사, 단광회 회원으로 친일 단체와 친일 미술인 모임에 참여했고, 태평양 전쟁에 참전하는 일본군을 묘사한 〈흥아를 지킨다〉, 조선식산은행 사보 속표지화인 〈기관총을 쏘는 병사〉 등 친일 미술 작품도 다수 남겼다. 전쟁을 선동하는 친일 전람회인 반도총후미술전람회에도 초대 작가로 참가해 출품했다. 친일 작품의 창작 행적과는 별도로 화풍 자체가 일본풍이라는 지적도 있다.
1945년 광복 후 이화여자고등학교에서 미술교사로 재직하다가 이화여자대학에 미술과를 창립하고 초대 교수와 학과장을 지냈다. 1946년 《이화여자대학》이 이화여자대학교로 개칭됨에 따라 《미술과》는 《예술대학》으로 승격되었고, 1948년 ~ 1949년 이화여자대학교 예술대학 학장을 지냈다. 1949년부터는 9년간 미국에서 생활하였으며, 아델피(Adelphi) 대학 회화과 초청 교수로 재직하였다. 1958년 귀국하여 이화여자대학교 미술대학 교수로 복직하고 이화여자대학교 박물관 관장을 겸임하였다. 1962년 화진포에서 물놀이 사고로 익사하였다.
2002년 발표된 친일파 708인 명단에 포함되었고, 2008년 공개된 민족문제연구소의 친일인명사전 수록예정자 명단 미술 부문에도 선정되었다. 문화·예술 분야에서는 많은 인물을 선정하지 않은 친일파 708인 명단에 미술계에서 포함된 사람은 심형구와 김은호 뿐이다. 민족문제연구소의 명단에는 아버지 심종협도 함께 들어 있다. 2009년 친일반민족행위진상규명위원회가 발표한 친일반민족행위 705인 명단에도 포함되었다.

## 가계
- 14대조 : 심광언 - 형조판서 · 우참찬, 호안공(胡安公)
  - 13대조 : 심현 - 전생서 참봉 · 증 좌승지
    - 12대조 : 심종범 - 진원현감 · 증 이조참판
      -         - 9대조 : 심진 - 무과 급제 · 전라도 병마 절도사 · 증 병조판서, 장민공(壯愍公)
          -             - 5대조 : 심한영 - 무과 급제 · 경상좌도 수군 절도사 · 전라도 병마 절도사 · 오위도총부 부총관 
              - 고조부 : 심낙신 - 무과 장원급제 · 포도대장(捕盜大將) · 어영대장(御營大將) · 총융사(摠戎使) · 삼도수군통제사(三道水軍統制使)
                - 증조부 : 심노수 - 무과 급제 · 현감
                  - 조부 : 심원택 - 무과 급제 · 수군절도사 · 제주목사
                    - 아버지 : 심종협 - 경릉참봉 · 경기도 광주군수
                      - 형 : 심원구
                      - 형수 : 평산 신씨 - 수군절도사 신종균(申從均)의 딸
                      - 동생 : 심홍구
                      - 제수 : 남원 양씨
                      - 여동생 : 청송 심씨
                      - 매부 : 안동 김씨 김창한
                      - 본인 : 심형구(沈亨求, 1908년 6월 4일 ~ 1962년 8월 6일)
                      - 첫번째 부인 : 광산 김씨 - 김대현(金大鉉)의 딸
                      - 두번째 부인 : 김해 김씨 김자경(金慈璟, 1919년 ~ 1999년) - 김영환(金永煥)의 딸
                        - 장남 : 심관식
                        - 차남 : 심용식
                        - 삼남 : 심준식
                        - 사남 : 심현식
                        - 딸 : 심영혜

## 같이 보기
- 심광언
- 심낙신
- 조선미술가협회
- 단광회
- 심종협
- 김자경

## 참고자료
- 반민족문제연구소 (1993년 4월 1일). 〈심형구 : 친일파 미술계를 주도한 선봉장 (이태호)〉. 《친일파 99인 3》. 서울: 돌베개. ISBN 9788971990131.
- 역사문제연구소 (2003년 4월 25일). 〈일제를 위하여 붓을 잡은 화가들〉. 《인물로 보는 친일파 역사 (역비의책 15)》. 서울: 역사비평사. ISBN 8976962141.